# Takashi Kobayashi
Takashi Kobayashi –en japonés: 小林孝至, Kobayashi Takashi– (Ushiku, 17 de mayo de 1963) es un deportista japonés que compitió en lucha libre.
Participó en los Juegos Olímpicos de Seúl 1988, obteniendo la medalla de oro en la categoría de 48 kg. Ganó la medalla de oro en los Juegos Asiáticos de 1982, en la misma categoría.
Ganó una medalla de bronce en el Campeonato Mundial de Lucha de 1990 y una medalla de plata en el Campeonato Asiático de Lucha de 1983.

## Palmarés internacional
| Juegos Olímpicos    | Juegos Olímpicos     | Juegos Olímpicos  | Juegos Olímpicos |
| Año                 | Lugar                | Medalla           | Categoría        |
| ------------------- | -------------------- | ----------------- | ---------------- |
| 1988                | Seúl (Corea del Sur) | Medalla de oro    | 48 kg            |
| Campeonato Mundial  |                      |                   |                  |
| Año                 | Lugar                | Medalla           | Categoría        |
| 1990                | Tokio (Japón)        | Medalla de bronce | 48 kg            |
| Juegos Asiáticos    |                      |                   |                  |
| Año                 | Lugar                | Medalla           | Categoría        |
| 1952                | Nueva Delhi (India)  | Medalla de oro    | 48 kg            |
| Campeonato Asiático |                      |                   |                  |
| Año                 | Lugar                | Medalla           | Categoría        |
| 1983                | Teherán (Irán)       | Medalla de plata  | 48 kg            |